# I’ll Kiss It Away
I’ll Kiss It Away – drugi singiel Sarah Connor promujący album Sexy as Hell. Autorami tekstu są: Sarah Connor, Rob Tyger oraz Kay Denar. Utwór został poświęcony córce Connor, Summer. Kompozycja zajęła #21. miejsce na niemieckiej liście przebojów i stał się 2 singlem Connor (po French Kissing), który nie zajął pozycji w pierwszej dwudziestki notowania.

## Lista utworów i Format CD
European CD maxi single
1. I’ll Kiss It Away – wersja radiowa radio
2. I’ll Kiss It Away – akustyczny
3. Your Love Is Dangerous
4. I’ll Kiss It Away – live
5. I’ll Kiss It Away – teledysk
6. I’ll Kiss It Away – making of

## Pozycje na listach
| Lista przebojów (2008)   | Najwyższa pozycja |
| ------------------------ | ----------------- |
| Austria Singles Chart    | 46                |
| Europa Hot 100           | 69                |
| Niemcy Singles Chart     | 21                |
| Szwajcaria Singles Chart | 67                |